# Huda Sultan
Huda Sultan ou Hoda Sultan (em árabe: هـدى سلطان, Nome de nascimento : Bahiga Abd El Aal (em árabe egípcio:  بهيجة عبد العال)), (15 de agosto de 1925 - 5 de junho de 2006) foi uma atriz e cantora egípcia. Ela era conhecida principalmente por seus papéis de mãe no cinema e na televisão egípcios. Ela também foi uma das atrizes mais premiadas por seus papéis, especialmente em musicais nos filmes em preto e branco onde desempenhou papéis secundários. Sultan atuou em centenas de filmes em sua carreira de 56 anos.

## Biografia
Huda Sultan nasceu em 15 de agosto de 1925 na cidade rural egípcia de Tanta em uma família de classe baixa. Ela era a terceira de cinco irmãos; um de seu irmão era o renomado artista Mohamed Fawzi. Ela nasceu como Bahiga Abd El-Aal, mas mais tarde adotou seu novo nome de atuação, Huda Sultan, depois de muitas sugestões de proeminentes produtores de cinema egípcios de que seu nome de nascimento era muito rural.

### Casamentos
Sultan se casou cinco vezes: seu primeiro marido, Mohamed Naguib, era um importante funcionário do governo egípcio que não concordava com o status de celebridade de sua esposa e se divorciou dela logo após seu primeiro filme. Seu segundo marido era um produtor de cinema egípcio, e seu terceiro marido era Fowad Al-Atrash (irmão do cantor Farid al-Atrash), ela se divorciou dele para se casar com o ator principal Farid Shawki. Ela então se casou com o diretor Hassan Abdel Salam.

### Filhos
Sultan teve uma filha com seu primeiro marido, Mohamed Naguib, chamado Maha, e duas filhas com seu segundo marido Shawki, um deles, Nahed, que é produtor de cinema. Sua neta é a atriz Nahed El Sebai.

## Carreira

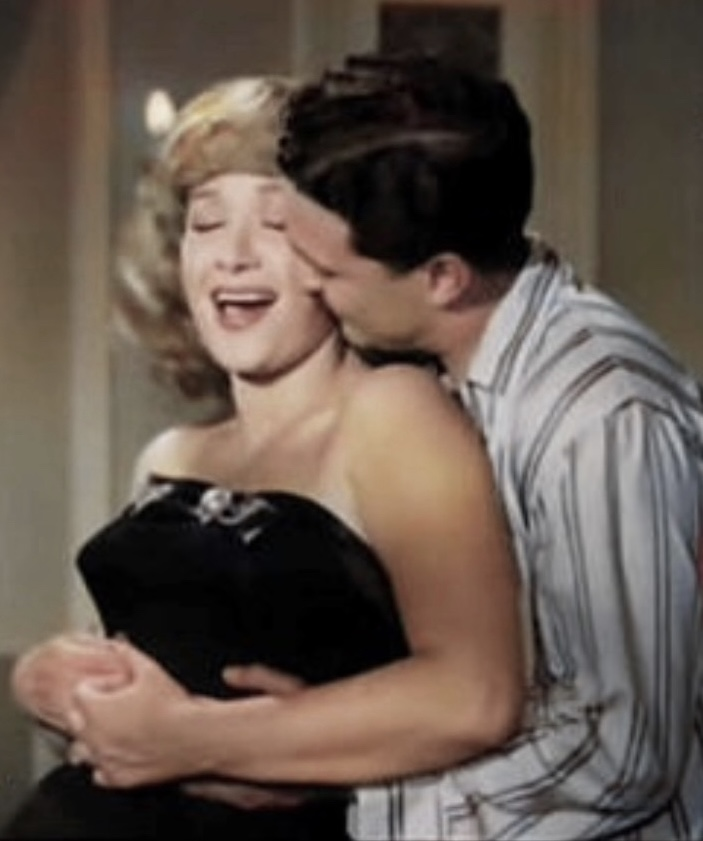
Huda Sultan com Salah Zulfikar em cena romântica em Mulheres Proibidas (1959)

Em 1950 ela estrelou seu primeiro filme "Set El Hosn" (em árabe egípcio:  ست الحسن, "A dama da beleza"); logo depois, ela se casou com o ator egípcio Farid Shawki e o casal formou uma dupla de sucesso e atuaram juntos em vários filmes. Alguns de seus trabalhos mais notáveis são os filmes; "El Fetewa" (em árabe egípcio:  الفتوة, "The Bully"), "Emra'a Fel Tareeq" de Ezz El-Dine Zulficar (em em árabe: إمرأة في الطريق, "Uma Mulher na Estrada"), "Nesaa Moharramat" (árabe egípcio: نساء محرمات, "Mulheres Proibidas") com Salah Zulfikar, "Thalath Nesaa" (árabe egípcio: ثلاث نساء, " Três Mulheres ") com Salah Zulfikar e Shoukry Sarhan. "Shaye' Fe Sadry" (em árabe: شئ في صدري, "Something in My Heart") com Rushdy Abaza. Também "El Ekhtyar" de Youssef Chahine (em árabe egípcio:  الإختيار, "The Choice") com Soad Hosny, e "El Wada'a Ya Banobart" (em árabe egípcio:  الوداع يا بونبارت, " Adeus Bonaparte ").

## Morte
Ela faleceu em 6 de outubro de 2006 aos 81 anos, após uma batalha contra um câncer de pulmão, em Dar Al Fouad, no Egito.